# 中国防長新聞
中国防長新聞（ちゅうごくぼうちょうしんぶん）は、かつて株式会社中国新聞社が発行していた新聞である。

## 概要
1935年2月11日、広島県で発行されていた中国新聞添付の「防長版」を廃止し、4ページで創刊された。
主に山口県で販売され、岩国のシンボルである錦帯橋を題字の字模様にあしらっていた。
1941年9月に休刊となった。同年12月には新聞事業令が公布されて一県一紙体制に移行し、山口県内の新聞は宇部時報を中心に集約された。
発行記録は残っていたものの、原爆投下をはじめとした戦中・戦後の混乱期に資料を喪失し、本支社や総支局にも実物は存在しなかった。しかし、2010年になって岩国市の一般家庭で実物が発見された。